# Tetramesa deccanensis
Tetramesa deccanensis är en stekelart som först beskrevs av Durgadas Mukerjee 1981.  Tetramesa deccanensis ingår i släktet Tetramesa och familjen kragglanssteklar. Inga underarter finns listade i Catalogue of Life.